# Doelschip
Een doelschip is een schip dat wordt gebruikt als doel voor militaire wapens. Vaak is een doelschip een uit de vaart genomen of geïnterneerd marineschip. Het kan ook een verouderd civiel schip zijn. Tijdens de Tweede Wereldoorlog werden veel verouderde schepen die voor de Eerste Wereldoorlog in dienst kwamen gebruikt als doelschip.

## Voorbeelden

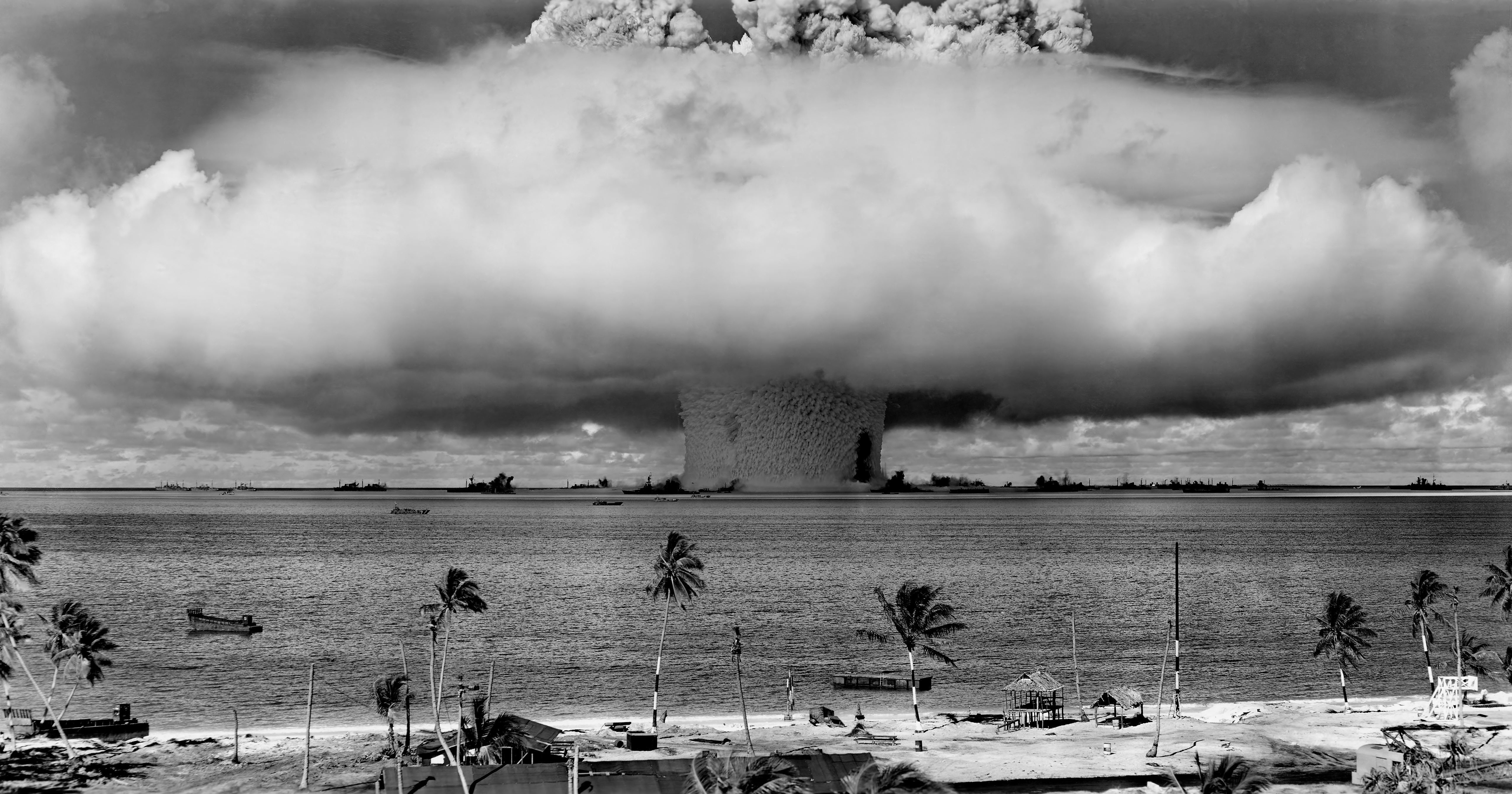
Foto van Operation Crossroads. De schepen omliggend van de explosie zijn doelschepen

- Hr.Ms. Sumatra, een lichte kruiser van de Koninklijke Marine.[1][2]
- Chikuma, een pantserdekschip van de Chikumaklasse.[3]
- SMS Baden, een geïnterneerd Duits slagschip door de Britse marine.[4]
- SS James Longstreet, een koopvaardijschip gebruikt als doelschip door de Amerikaanse marine.[5]
- Een recent voorbeeld is HMAS Torrens, dat gezonken werd door een Australische onderzeeboot van de Collinsklasse.[6]

Een voorbeeld van een grootschalige inzet van doelschepen is Operation Crossroads, waarbij nucleaire wapens getest werden op schepen.
Hierbij participeerden maar liefst 95 doelschepen.